# Zearaja chilensis
Zearaja chilensis е вид акула от семейство Морски лисици (Rajidae). Видът е уязвим и сериозно застрашен от изчезване.

## Разпространение и местообитание
Разпространен е в Аржентина, Уругвай, Фолкландски острови и Чили.
Среща се на дълбочина от 18 до 116 m, при температура на водата от 7,2 до 10,7 °C и соленост 33,2 – 33,5 ‰.

## Описание
На дължина достигат до 42 cm.
Продължителността им на живот е около 22,5 години. Популацията на вида е намаляваща.